# Emili Josep Isierte Aguilar
Emili Josep Iserte Aguilar (Amposta, 13 de novembre de 1963), conegut al món del futbol com Emilio, és un antic porter de futbol i, un cop retirat, segon entrenador i preparador de porters.

## Trajectòria
A la seva època de futbolista en actiu, va jugar a la Primera divisió amb el Castelló, l'Sporting de Gijón i el RCD Espanyol. És el quart porter en la història del Castelló pel que fa al nombre de partits jugats (amb 166 oficials) i va arribar a ser el jugador del planter millor pagat de la història del club, amb una fitxa de 16 milions per temporada l'estiu de 1990. Amb l'Sporting manté el rècord d'imbatibilitat en Primera divisió (amb 704 minuts).
Després de penjar els guants a l'estiu del 2000, Emili va continuar lligat al cos tècnic del Castelló al llarg de 10 temporades més. Va desenvolupar les funcions de segon entrenador i preparador de porters de manera simultània les 9 primeres, centrant-se en la segona a la seva darrera campanya. El 30 de juny de 2009 va finalitzar el seu contracte i no fou renovat, posant el punt final a una relació de 25 anys entre ell i el club.
A l'octubre de 2009 va ser contractat pel València CF com a cercapromeses per a la província de Castelló. Al mateix temps, va començar a col·laborar amb Ràdio Nou per a retrasmetre els partis del Castelló. Però de cara a la temporada 2011/12 va tornar novament al Castelló, llavors a la Tercera divisió, per recuperar exactament les seves funcions d'abans.

## Altres mèrits
- 1 campionat de Segona divisió i ascens: 1988/89 amb el Club Esportiu Castelló.
- 1 campionat d'Espanya d'aficionats: 1985/86 amb el Club Esportiu Castelló B.
- Rècord d'imbatibilitat a Primera divisió amb l'Sporting de Gijón: 704 minuts a la temporada 1991/92.
- 1 Molinón de Plata: millor jugador de l'Sporting de Gijón a la temporada 1991/92.